# Национални отбранителни сили (Сирия)
Националните отбранителни сили (на арабски: قوة الدفاع الوطني Quwat ad-Difāʿ al-Watanī) са сирийска военна групировка, организирана от правителството на Сирия по време на гражданската война в Сирия. Сформирана е в края на 2012 година. Много от бойците и са представители на религиозните малцинства - алауити, християни и друзи.
Към средата на 2013 година числеността на опълчението е 60 000 души. През юни броят им се увеличава на 80 000 души. Като обучение и подготовка получават от членове на ливанското движение Хизбула.